# راجر مور
سر راجر جرج مور (به انگلیسی: Roger Moore) (زاده ۱۴ اکتبر ۱۹۲۷ – درگذشته ۲۳ مه ۲۰۱۷) یک هنرپیشه انگلیسی بود. او سومین بازیگری بود که نقش مأمور مخفی بریتانیایی جیمز باند را در سری فیلم‌های Eon Productions/MGM Studios به تصویر کشید و در هفت فیلم بلند بین سال‌های ۱۹۷۳ تا ۱۹۸۵ این شخصیت را بازی کرد. هفت حضور مور در نقش باند، از Live و Let Die تا A View تا a Kill، بیشتر از هر بازیگری در مدخل‌های تولید شده توسط Eon هستند. با این حال، این رکورد توسط شان کانری گره خورده‌است اگر فیلم غیر تولید شده توسط Eon هرگز نگو هرگز (۱۹۸۳) گنجانده شود.
در تلویزیون، مور نقش اصلی سایمون تمپلار، شخصیت اصلی سریال معمایی بریتانیایی The Saint (1962-1969) را بازی کرد. او همچنین نقش‌هایی در سریال‌های آمریکایی داشت، از جمله Beau Maverick در وسترن ماوریک (۱۹۶۰–۱۹۶۱)، که در آن او جایگزین جیمز گارنر به عنوان نقش اصلی شد، و یک نقش مشترک با تونی کورتیس، در کمدی اکشن The Persuaders! (۱۹۷۱–۱۹۷۲). در دهه‌های پس از بازنشستگی‌اش از فرنچایز باند، به بازیگری روی پرده ادامه داد، آخرین حضور مور در یک سریال جدید سنت بود که به یک فیلم تلویزیونی در سال ۲۰۱۷ تبدیل شد.
مور در سال ۱۹۹۱ به عنوان سفیر حسن نیت یونیسف منصوب شد و در سال ۲۰۰۳ توسط ملکه الیزابت دوم به دلیل خدمات خیریه به عنوان شوالیه شناخته شد. در سال ۲۰۰۷، او در پیاده‌روی مشاهیر هالیوود به‌خاطر کمک‌هایش به صنعت فیلم، یک ستاره دریافت کرد. او در سال ۲۰۰۸ از سوی دولت فرانسه به عنوان فرمانده درجه هنر و ادبیات منصوب شد.

## زندگی
راجر مور در ۱۴ اکتبر ۱۹۲۷ در استاکول لندن زاده شد. او تنها فرزند جورج آلفرد مور (۱۹۰۴–۱۹۹۷)، یک پلیس مستقر در خیابان بو، لندن، و لیلیان «لیلی» پوپ (۱۹۰۴–۱۹۸۶) بود. مادرش در کلکته هند در یک خانواده انگلیسی زاده شد. او در مدرسه گرامر Battersea تحصیل کرد، اما در طول جنگ جهانی دوم به Holsworthy در دوون تخلیه شد و در کالج Launceston در کورنوال تحصیل کرد. او بیشتر در مدرسه گرامر دکتر Challoner در آمرشام، باکینگهام شایر تحصیل کرد.
مور در یک استودیوی انیمیشن کارآموزی کرد، اما پس از اشتباهی که با برخی از سلول‌های انیمیشن مرتکب شد، اخراج شد. هنگامی که پدرش در مورد یک سرقت از خانه کارگردان فیلم برایان دزموند هرست تحقیق کرد، مور به کارگردان معرفی شد و به عنوان یک نفر اضافی برای فیلم سزار و کلئوپاترا در سال ۱۹۴۵ استخدام شد. در آنجا، مور یک طرفدار زن خارج از دوربین را جذب کرد و هرست تصمیم گرفت هزینه‌های مور را در آکادمی سلطنتی هنرهای دراماتیک بپردازد. مور سه ترم را در RADA گذراند، جایی که با همکلاسی آینده‌اش، لوئیس ماکسول، همکلاسی باند، خانم مانی پنی اصلی بود. در طول مدت حضورش در آنجا، او لهجه آتلانتیک میانی و رفتاری آرام را توسعه داد که به شخصیت صفحه نمایش او تبدیل شد.
در ۱۸ سالگی، اندکی پس از پایان جنگ جهانی دوم، مور برای خدمت سربازی ملزم شد. در ۲۱ سپتامبر ۱۹۴۶، او به عنوان ستوان دوم به سپاه خدمات ارتش سلطنتی اعزام شد. او یک افسر در بخش سرگرمی خدمات ترکیبی بود و در نهایت کاپیتان شد که فرماندهی یک انبار کوچک در آلمان غربی را بر عهده داشت. او در آنجا مراقب مهمانداران نیروهای مسلحی بود که از هامبورگ عبور می‌کردند.

## زندگی هنری
کارهای اولیه (1945-1953)
مور اولین بازی حرفه ای خود را در فیلم غریبه‌های کامل الکساندر کردا (۱۹۴۵) در کنار بازیگران رابرت دونات، دبورا کر و گلینیس جانز انجام داد. دیگر حضورهای اولیه بی‌اعتبار عبارتند از سزار و کلئوپاترا (۱۹۴۵)، شادی جورج، رویداد پیکادلی (هر دو ۱۹۴۶)، و تروتی ترو (۱۹۴۹) که در آن او در کنار کریستوفر لی بی‌اعتبار ظاهر شد (هر دو بازیگر توسط برایان دزموند هرست به عنوان صحنه نمایش انتخاب شدند. جانی درب).
مور در کتاب خود Last Man Standing: Tales from Tinseltown بیان می‌کند که اولین حضور تلویزیونی او در ۲۷ مارس ۱۹۴۹ در The Governess اثر پاتریک همیلتون، پخش زنده (طبق معمول در آن دوره) بود که در آن او نقش جزئی باب را بازی کرد. درو. از دیگر بازیگران این نمایش می‌توان به کلایو مورتون و بتی آن دیویس اشاره کرد. او در فیلم‌هایی از جمله Paper Orchid و The Interrupted Journey (هر دو ۱۹۴۹) نقش‌های بی‌اعتبار داشت. او در کارآگاه اتاق نشیمن در تلویزیون حضور داشت و در فیلم‌های One Wild Oat و Honeymoon Deferred (هر دو ۱۹۵۱) ظاهر شد.
در اوایل دهه ۱۹۵۰ مور به عنوان یک مدل کار می‌کرد، در تبلیغات چاپی در بریتانیا برای لباس بافتنی ظاهر می‌شد (که نام مستعار «بافتنی بزرگ» را برای او به ارمغان آورد) و طیف گسترده‌ای از محصولات دیگر مانند خمیر دندان.
مور به ایالات متحده سفر کرد و شروع به کار در تلویزیون کرد. او در اقتباس‌هایی از جولیوس سزار و بلک شیفون، و در دو قسمت از رابرت مونتگومری ارائه می‌کند، و همچنین در فیلم تلویزیونی The Clay of Kings (همه ۱۹۵۳) ظاهر شد.
(MGM (1954–1956
در مارس ۱۹۵۴، MGM با مور قراردادی هفت ساله امضا کرد. او قرارداد MGM خود را با یک نقش کوچک در آخرین باری که پاریس را دیدم (۱۹۵۴) شروع کرد و با الیزابت تیلور معاشقه کرد. او در ملودی منقطع، یک فیلم زندگی‌نامه‌ای دربارهٔ بهبودی مارجوری لارنس خواننده اپرا از فلج اطفال ظاهر شد، که در آن او به عنوان برادر لارنس، سیریل، به عنوان سومین پست تحت نظر گلن فورد و النور پارکر، انتخاب شد. در همان سال، او نقش مکمل را در دزد شاه با بازی آن بلیت، ادموند پردوم، دیوید نیون و جورج سندرز بازی کرد.
در فیلم دایان در سال ۱۹۵۶، مور بار دیگر به عنوان سومین بار، این بار تحت رهبری لانا ترنر و پدرو آرمنداریز، در یک قطعه قرن شانزدهمی در فرانسه با بازی مور با بازی شاهزاده هنری، پادشاه آینده، انتخاب شد. مور پس از دو سال پس از شکست انتقادی و تجاری فیلم، از قرارداد MGM خود آزاد شد. به قول خودش، "در MGM, RGM [راجر جورج مور] NBG بود [بسیار خوب]."
مور سپس برای مدتی آزاد کار کرد و در قسمت‌های فورد استار جوبیلی (۱۹۵۶)، تئاتر ویدیویی لوکس (۱۹۵۷) و تئاتر ماتینی (۱۹۵۷) ظاهر شد.
ایوانهو (۱۹۵۸–۱۹۵۹)
اولین موفقیت مور بازی در نقش قهرمان همنام، سر ویلفرد از ایوانهو، در سریال ۱۹۵۸–۱۹۵۹ آیوانهو بود، اقتباسی آزاد از رمان عاشقانه سال ۱۸۱۹ توسط سر والتر اسکات که در قرن دوازدهم در دوران ریچارد شیردل و در کاوش در آیوانهو اتفاق می‌افتد. درگیری با شاهزاده جان فیلمبرداری این سریال عمدتاً در انگلستان در استودیو الستری و باکینگهامشایر انجام شده‌است، برخی از این نمایش نیز به دلیل مشارکت با Screen Gems استودیو کلمبیا در کالیفرنیا فیلمبرداری شده‌است. این خلبان با هدف مخاطبان جوان تر، رنگی فیلمبرداری شد، که بازتابی از بودجه نسبتاً بالای آن برای یک سریال ماجراجویی کودکان بریتانیایی در آن دوره بود، اما قسمت‌های بعدی سیاه و سفید فیلمبرداری شدند.[۱۷] کریستوفر لی و جان شلزینگر از جمله ستارگان مهمان این سریال بودند و از جمله رابرت براون (که در دهه ۱۹۸۰ نقش ام را در چندین فیلم جیمز باند بازی کرد) در نقش گارث، پیتر گیلمور در نقش والدو ایوانهو، اندرو کیر در نقش شاهزاده جان شرور و بروس ستون در نقش شاه ریچارد. مور در حین اجرای برخی از بدلکاری‌های خود در فیلمبرداری فصلی ۳۹ قسمتی نیم ساعته دچار شکستگی دنده‌ها و ضربه تبر جنگی به کلاه خود شد.
برادران وارنر (۱۹۵۹–۱۹۶۱)
پس از آن، او چند سال به‌طور عمده به انجام بخش‌های تک شات در سریال‌های تلویزیونی، از جمله قسمتی از آلفرد هیچکاک در سال ۱۹۵۹ با عنوان «زمردهای ایوان» پرداخت. او قرارداد بلند مدت دیگری را با یک استودیو امضا کرد، این بار با برادران وارنر.[۱۹]
در سال ۱۹۵۹، او نقش اصلی در معجزه، [۱۹] نسخه ای از نمایشنامه Das Mirakel برای برادران وارنر که کارول بیکر را به عنوان یک راهبه به نمایش می‌گذارد، ایفا کرد. این قسمت توسط دیرک بوگارد رد شده بود. در همان سال، مور توسط آرتور هیلر در «مرد جوان عصبانی» کارگردانی شد، قسمتی از سریال تلویزیونی مرد سوم با بازی مایکل رنی در نقش مغز متفکر جنایی هری لایم، نقشی که اورسون ولز در نسخه سینمایی آن را ایفا کرد.
آلاسکا (۱۹۵۹–۱۹۶۰)
مجموعه تلویزیونی بعدی مور شامل ایفای نقش اصلی در نقش «سیلکی» هریس برای ABC/Warner Bros. 1959-1960 Western The Alaskans، با بازیگرانی چون Dorothy Provine در نقش راکی، Jeff York در نقش Reno و Ray Danton در نقش Nifty بود. این برنامه برای یک فصل از ۳۷ قسمت یک ساعته در یکشنبه شب اجرا شد. اگرچه در اسکاگوی، آلاسکا، با تمرکز بر راش طلای کلوندایک در حدود سال ۱۸۹۶ اتفاق می‌افتد، این سریال در استودیوی داغ برادران وارنر در هالیوود با لباس‌های کت و کلاه خز فیلم‌برداری شد. مور متوجه شد که این کار بسیار سنگین است و رابطه خارج از دوربین او با Provine مسائل را پیچیده‌تر می‌کند. مور بعداً از این تجربه به عنوان «وحشتناک‌ترین سریال تلویزیونی» خود یاد کرد.
او متعاقباً در نقش شخصیت مشکوک «۱۴ کرات جان» در اپیزود دو قسمتی «راست از قایق» درام جنایی ABC/WB The Roaring 20s با حضور رکس ریسون، جان دهنر، گری وینسون و دوروتی پرواین ظاهر شد. در نقشی مشابه، اما با نام شخصیت متفاوت.
ماوریک (۱۹۶۰–۱۹۶۱)
پس از فیلم The Alaskans، مور در نقش Beau Maverick، پسر عموی انگلیسی قماربازان مرزی برت ماوریک (جیمز گارنر)، بارت ماوریک (جک کلی) و برنت ماوریک (رابرت کولبر) در ABC انتخاب شد. سریال وسترن ماوریک WB.
مور در ۱۴ قسمت بعد از اینکه گارنر سریال را در پایان فصل قبل ترک کرد، با پوشیدن برخی از لباس‌های گارنر ظاهر شد. در حین فیلمبرداری آلاسکاها، او قبلاً بسیاری از دیالوگ‌های گارنر را برای مجموعه آلاسکایی که اغلب فیلمنامه‌های ماوریک را بازیافت می‌کردند، بازخوانی کرده بود، و فقط نام‌ها و مکان‌ها را تغییر می‌داد.[۲۰] او همچنین یک قسمت ماوریک را با گارنر دو فصل قبل فیلمبرداری کرده بود، که در آن مور شخصیت متفاوتی را بازی می‌کرد. در طول داستان، شخصیت‌های مور و گارنر در یک شرط‌بندی نام خود را تغییر دادند و در نتیجه مور در بیشتر قسمت‌ها خود را به عنوان «برت ماوریک» معرفی کرد.[۲۱]
اولین حضور مور در نقش بو ماوریک در قسمت اول فصل چهارم ۱۹۶۰–۱۹۶۱، "بسته‌ای از بریتانیا"، یکی از چهار قسمتی که در آن او با پسر عموی بارت (جک کلی) در صفحه نمایش به اشتراک گذاشته شد، رخ داد. رابرت آلتمن «بولت از آبی» را نوشت و کارگردانی کرد، اپیزودی که ویل هاچینز به عنوان یک وکیل مرزی شبیه شخصیت او در سریال Sugarfoot بود، و «سگ سرخ» بو را با دزدان شرور بانک، لی وان کلیف و جان کارادین پیدا کرد. کاتلین کراولی بانوی اصلی مور در دو قسمت ("گلوله برای معلم" و "کیز") بود و سایرین شامل مالا پاورز، رکسان برارد، فی اسپین، مری آندرس، آندرا مارتین و جین کوپر بودند. مور پس از ترک سریال، کاهش کیفیت فیلمنامه از دوران گارنر را به عنوان عامل کلیدی در تصمیم خود برای جدایی ذکر کرد. رتبه‌بندی برای نمایش نیز کاهش یافته بود.[۲۲] در ابتدا قرار بود مور با جک کلی و رابرت کولبر در سریال ظاهر شود، اما زمانی که کولبر در قسمت اول خود بازی کرد، مور قبلاً سریال را ترک کرده بود. با این حال، عکس‌های تبلیغاتی متعددی از کلی، مور و کولبر در کنار هم وجود دارد.
مور هنوز با Warners قرارداد بسته بود، که او را در فیلم The Sins of Rachel Cade (1961)، عشق ورزی با راهبه ای با بازی انجی دیکنسون، و Gold of the Seven Saints (1961) انتخاب کرد و از کلینت واکر حمایت کرد. او همچنین برای ساخت کمدی ماجراجویی رومولوس و سابین‌ها (۱۹۶۱) به ایتالیا رفت.
سنت (۱۹۶۲–۱۹۶۹)
لو گرید مور را در نقش سایمون تمپلار در اقتباس جدیدی از The Saint بر اساس رمان‌های لزلی چارتریس انتخاب کرد. مور در سال ۱۹۶۳ در مصاحبه ای گفت که می‌خواهد حقوق شخصیت لزلی چارتریس و علائم تجاری را بخرد. این مجموعه تلویزیونی بین سال‌های ۱۹۶۲ تا ۱۹۶۹ توسط ITV در بریتانیا پخش شد و موفقیت آن در خارج از کشور، مور را به شهرت رساند. پس از اجرای قوی دو سری اول در ایالات متحده، NBC این برنامه را در سال ۱۹۶۶ آغاز کرد. در اوایل سال ۱۹۶۷، مور به یک ستاره بین‌المللی دست یافته بود.[۲۳] این سریال سبک متین و شوخی او را که به جیمز باند منتقل کرد، تثبیت کرد و همچنین دید که او ابروهای برافراشته علامت تجاری خود را به نمایش گذاشت.
The Saint از سال ۱۹۶۲ به مدت شش فصل و ۱۱۸ قسمت اجرا شد.[۳][۱۹] مور ادامه داد تا نه قسمت از سری بعدی را کارگردانی کند که در سال ۱۹۶۷ به رنگ‌های رنگی تبدیل شد.[۲۵] چندین قسمت با هم ویرایش شدند تا فیلم‌ها را تشکیل دهند، The Saint and the Fiction Makers (1968) و Vendetta for the Saint (1969).[26]
دوران جیمز باند (۱۹۷۳–۱۹۸۵)
زندگی کن و بگذار بمیرند (۱۹۷۳)
راجر مور به دلیل تعهدش به چندین برنامه تلویزیونی، به ویژه The Saint، برای مدت قابل توجهی برای فیلم‌های جیمز باند در دسترس نبود. حضور او در The Saint به عنوان بازیگر، تهیه‌کننده و کارگردان بود و در ساخت سریال The Persuaders! نیز مشارکت داشت. در سال ۱۹۶۴، او به عنوان جیمز باند مهمان در سریال کمدی Mainly Millicent ظاهر شد. مور در زندگی‌نامه‌اش My Word Is My Bond (2008) اظهار داشت که نه برای ایفای این شخصیت در دکتر No به او نزدیک شده بود و نه او احساس می‌کرد که هرگز مورد توجه قرار گرفته‌است. تنها پس از اینکه شان کانری در سال ۱۹۶۶ اعلام کرد که دیگر نقش باند را بازی نخواهد کرد، مور متوجه شد که او ممکن است یک مدعی برای این نقش باشد. پس از اینکه جورج لازنبی در سال ۱۹۶۹ در خدمت سرویس مخفی ملکه انتخاب شد و کانری دوباره برای بازی در نقش باند برای الماس‌ها همیشه هستند (۱۹۷۱) فریفته شد، مور این احتمال را در نظر نگرفت تا زمانی که به نظر واضح به نظر می‌رسید که کانری برای همیشه از نقش باند کناره‌گیری کرده‌است. . در آن زمان، مور مورد نظر قرار گرفت و او پیشنهاد تهیه‌کننده آلبرت بروکلی را در اوت ۱۹۷۲ پذیرفت. مور در زندگی‌نامه خود می‌نویسد که برای این نقش مجبور بود موهایش را کوتاه کند و وزن کم کند. اگرچه او از انجام این تغییرات ناراحت بود، اما در نهایت برای نقش جیمز باند در Live and Let Die (1973) انتخاب شد.
مور سپس طلا (۱۹۷۴) را بر اساس رمانی از ویلبر اسمیت برای تهیه‌کننده مایکل کلینگر و کارگردان پیتر آر. هانت ساخت. به او ۲۰۰۰۰۰ دلار آمریکا به اضافه درصدی از سود پرداخت شد. مور اغلب با پوشیدن یک دایتونای طلایی دیده می‌شد که ظرافتی را به شخصیت نمادین او روی صفحه می‌افزاید.
مردی با تفنگ طلایی (۱۹۷۴)
مور دومین فیلم باند خود، مردی با تفنگ طلایی (۱۹۷۴) را ساخت که موفقیت‌آمیز بود، اگرچه کمتر از Live and Let Die موفق بود. کریستوفر لی را به عنوان آنتاگونیست اصلی نمایش می‌داد. بریت اکلند، هروه ویلشیز و مائود آدامز نیز در این فیلم حضور دارند. او سپس یک کمدی که خوش شانس را لمس کرد (۱۹۷۵) ساخت که یک فاجعه باکس آفیس بود. مور یک فیلم اکشن ایتالیایی «مردم خیابان» (۱۹۷۶) ساخت.
جاسوسی که مرا دوست داشت (۱۹۷۷)
مور برای سومین بازی در نقش باند در جاسوسی که مرا دوست داشت (۱۹۷۷) بازگشت که موفقیت بزرگی در گیشه بود. همچنین باربارا باخ و ریچارد کیل در اولین حضور خود در نقش شخصیت شرور، آرواره‌ها، بازی کردند. او برای سومین فیلم اکشن فیلمبرداری شده در آنجا به آفریقای جنوبی بازگشت، غازهای وحشی (۱۹۷۸) به تهیه کنندگی یوان لوید و کارگردانی اندرو وی مک لاگلن. این موفقیت قابل توجهی در بریتانیا و اروپا بود، بازیگران ریچارد برتون، که بالاترین امتیاز را داشت، و ریچارد هریس حضور داشتند.
مور در فیلم فرار به آتنا (۱۹۷۹) نقش اول را بازی کرد که تا حدی توسط لو گرید تأمین مالی شد. این یک ماجراجویی دزدی بود که در زمان جنگ در یونان اتفاق می‌افتد و تلی ساوالاس و دیوید نیون در آن نقش آفرینی می‌کردند و بازیگران آمریکایی عمدتاً از جمله الیوت گولد، استفانی پاورز، ریچارد راندتری، سانی بونو و کلودیا کاردیناله بازیگر ایتالیایی در آن حضور داشتند. راجر مور (با بالاترین صورتحساب) نقش یک دلال عتیقه اتریشی جذاب را بازی می‌کند که به فرماندهی کمپ تبدیل شده‌است، از او خواسته می‌شود از آثار باستانی یونانی مورد نظر رایش سوم محافظت کند و همچنین از مجموعه باستان شناسانی که مجبور به کار برای یافتن و بازیابی این اشیاء هستند، محافظت کند. اما او نقشه‌های دیگری برای گنجی که از آن محافظت می‌کند و برای مردم زیر نظر دارد.
مونریکر (۱۹۷۹)
راجر مور در سال ۱۹۷۹
مور با موفقیت چهارمین بازی خود در نقش باند، مونریکر (۱۹۷۹)، آن را با یک فیلم اکشن ربودن دریای شمالی (۱۹۸۰) دنبال کرد که در آن مور نقش یک قهرمان بسیار غیر باند را در مقابل آنتونی پرکینز بازی کرد. این فیلم در گیشه ناامید کننده بود.
فیلم The Sea Wolves (1980) که بیشتر مورد استقبال قرار گرفت، ماجراجویی دیگری از جنگ جهانی دوم بود که بسیاری از خدمه غازهای وحشی از جمله یوان لوید و مک لاگلن را دوباره متحد کرد. این بر اساس داستان واقعی رویدادی در مارس ۱۹۴۳ در هند بریتانیا و گوا پرتغال بود، که در آن گروهی از اعضای بازنشسته اسب نور کلکته، با سرهنگ شخصیت دیوید نیون، به مأموران عادی ارتش بریتانیا با بازی مور و گریگوری پک کمک می‌کنند. در انهدام کشتی‌های آلمانی در بندر بی‌طرف مورموگائو، که همیشه در محاصره جاسوسان آلمانی و دسیسه‌های ملی‌گرایان هندی قرار داشتند. تروور هاوارد، پاتریک مکنی و باربارا کلرمن نیز با ترکیبی از بازیگران شخصیت بریتانیایی همبازی هستند.
مور در دو کمدی پر ستاره بازی کرد: عاشقان یکشنبه (۱۹۸۰) که در باکس آفیس شکست خورد و The Cannonball Run (1981) که موفقیت‌آمیز بود. این دومی شامل یک گروه از بازیگران از جمله جکی چان، برت رینولدز، دین مارتین، دام دلویز، سامی دیویس جونیور و فارا فاوست بود.
فقط برای چشمان تو (۱۹۸۱)
مور برای پنجمین بازی خود در نقش باند در فیلم For Your Eyes Only (1981) بازگشت.
اختاپوسی
پس از فیلم، فقط برای چشمان تو، مور ابراز تمایل کرد که نقش را ترک کند، و سایر بازیگران از جمله جیمز برولین مورد آزمایش قرار گرفتند، اما مور در نهایت برای بازی Octopussy (1983) فریفته شد.
شرایط پیرامون اکران اختاپوسی بسیار غیرمعمول بود، زیرا فیلم دیگری از جیمز باند در همان سال اکران می‌شد. محصول Non-Eon Never Say Never Again که نشان داد سلفش شان کانری به نقش باند بازگشته بود، اگرچه برای فیلم‌های قبلی او باند Eon نمی‌باشد. این باعث شد که رسانه‌ها موقعیت زمانی را «نبرد اوراق قرضه» نامگذاری کنند.
او در فیلم «نفرین پلنگ صورتی» (۱۹۸۳) در نقش بازرس ارشد کلوزو نقش آفرینی کرد و به عنوان یک ستاره مشهور سینما ظاهر شد. سپس او یک فیلم هیجان انگیز The Naked Face (1984) به نویسندگی و کارگردانی برایان فوربس را امتحان کرد.
دیدگاهی برای کشتن (۱۹۸۵)
مور در آخرین فیلم باند خود، نگاهی به یک کشتن (۱۹۸۵) بازی کرد. او مسن‌ترین بازیگری بود که باند را بازی کرد - او در فیلم Live and Let Die 45 ساله بود و زمانی که در ۳ دسامبر ۱۹۸۵ بازنشستگی خود را اعلام کرد، ۵۸ ساله بود و بیش از ۱۲ سال در این نقش بازی کرد. مور با ۷ فیلم رکورد بیشترین بازی باند را در سری Eon دارد، اما در تعداد دفعات بازی باند با شان کانری برابری می‌کند، وقتی که کانری را بدون حضور یونی در فیلم هرگز نگو هرگز (۱۹۸۳) حساب کنیم.
مور باند با نسخه ای که ایان فلمینگ ساخته بود بسیار متفاوت بود. فیلمنامه نویسانی مانند جورج مک دونالد فریزر سناریوهایی را ارائه کردند که در آن مور به عنوان یک بازیگر باتجربه و بداخلاق انتخاب می‌شد که همیشه در صورت نیاز یک ترفند یا ابزار در انبار داشت. این برای خدمت به سلیقه معاصر دهه ۱۹۷۰ طراحی شده‌است. نسخه مور از باند همچنین به دلیل شوخ‌طبعی و شوخ‌طبعی اش شناخته شده بود همان‌طور که مور گفت: "شخصیت من با باندهای قبلی متفاوت است. من آن نوع قاتل خونسرد نیستم. به همین دلیل است که بیشتر برای آن بازی می‌کنم. می‌خندد.»
در سال ۱۹۸۷، او میزبان سالگرد مبارک ۰۰۷: ۲۵ سال جیمز باند بود.
حرفه پس از جیمز باند (۱۹۸۶–۲۰۱۷)
مور بعد از اینکه بازی باند را متوقف کرد، پنج سال روی پرده بازی نکرد. در سال ۱۹۹۰، او در چندین فیلم و در سریال تلویزیونی My Riviera به کارگردانی مایکل فینی کالان ظاهر شد و در فیلم Bed & Breakfast که در سال ۱۹۸۹ فیلمبرداری شد، بازی کرد. ; در سال ۱۹۹۷، او در نقش رئیس در دنیای ادویه بازی کرد. او در ۷۳ سالگی در فیلم Boat Trip (۲۰۰۲) با کوبا گودینگ جونیور نقش یک همجنس‌گرای پر زرق و برق را بازی کرد.
نمایش عروسکی طنز بریتانیایی Spitting Image طرحی داشت که در آن شباهت لاتکس مور، زمانی که یک کارگردان خارج از صفحه از او خواسته بود احساسات را به نمایش بگذارد، کاری جز بالا انداختن ابرو نداشت. مور خود اظهار داشت که فکر می‌کند این طرح خنده‌دار است و آن را با طنز گرفته‌است. در واقع، او همیشه از صمیم قلب در آغوش گرفته بود و به طعنه گفت که «تنها سه حالت به عنوان باند داشت: ابروی راست بالا انداخته، ابروی چپ بالا انداخته شده، و ابروهای متقاطع زمانی که آرواره‌ها را می‌گیرند». اسپیتینگ ایمج به شوخی ادامه داد و یک فیلم جعلی باند به نام مردی با تحویل چوبی را به نمایش گذاشت و عروسک خیمه شب بازی مور از مارگارت تاچر دستور کشتن میخائیل گورباچف را دریافت کرد. دیگر برنامه‌های کمدی در آن زمان بازی مور را به سخره گرفتند، روری برمنر یک بار ادعا کرد که یکی از طرفداران خشمگین خود را به دنبال یکی از روال‌های معمول تهدید به مرگ کرده‌است.
مور با اشاره به برنامه تلویزیونی دهه ۱۹۶۰ خود، در فیلم The Saint (1997) به عنوان خبرخوان در رادیو در حالی که سایمون تمپلار در پایان فیلم از آنجا دور می‌شود، نقشی کوتاه داشت. در سال ۲۰۰۰، او نقش یک مأمور مخفی را در فیلم ویژه کریسمس ویکتوریا وود با همه زیورها بازی کرد که در روز کریسمس از شبکه BBC One پخش شد. مأموریت او با فیلمبرداری تمام صحنه‌هایش در چشم لندن، از بین بردن مأمور دیگری بود که عکس پرونده اش شبیه پیرس برازنان است. در سال ۲۰۰۲ او نقش کوتاه کوتاهی در سریال پلیسی آلمانی Tatort (قسمت 506: "Schatten" - "Shadow"، ۲۸ ژوئیه ۲۰۰۲) داشت که خودش روی کارت یونیسف امضا می‌کرد.
در سال ۱۹۸۱ در فیلم "Cannonball Run" مور یک تقلید از خودش و جیمز باند به نام سیمور گلدفارب با استون مارتین DB5 بازی کرد.
در سال ۲۰۰۹، مور در تبلیغات اداره پست ظاهر شد. در سال ۲۰۱۰، او صدای گربه‌ای سخنگو به نام لازنبی را در فیلم Cats & Dogs: The Revenge of Kitty Galore ارائه داد که حاوی چندین اشاره و تقلید از فیلم‌های باند بود. در سال ۲۰۱۱، او در فیلم شاهزاده خانم برای کریسمس با کتی مک گرات و سام هیوگان همبازی شد و در سال ۲۰۱۲ برای یک سری هفت «عصر با» در سینماهای بریتانیا روی صحنه رفت و در نوامبر میزبان مهمان بود. آیا من برای شما خبری دارم؟ موری با چهره کمی لاغرتر در سال ۲۰۱۷ به آهنگی خیریه کمک کرد. آخرین اجرای او روی صفحه در سال ۲۰۱۷ بود، یک حضور کوتاه در نزدیکی پایان بازسازی The Saint.
در سال ۲۰۱۵، مور به عنوان یکی از ۵۰ مرد بریتانیایی که بهترین لباس را به تن داشتند توسط GQ انتخاب شد. در سال ۲۰۱۵، او کتاب «شاهزاده خانم و نخود» اثر هانس کریستین اندرسن را برای برنامه قصه‌های کودکانه GivingTales به کمک یونیسف همراه با دیگر افراد مشهور بریتانیایی، از جمله مایکل کین، ایوان مک گرگور، جوآن کالینز، استفن فرای، جوآنا لاملی، دیوید والیامز، خواند. شارلوت رمپلینگ، پل مک کنا و مایکل بال.

## کارهای بشر دوستانه
دوست مور، آدری هپبورن، او را با کارش برای یونیسف تحت تأثیر قرار داده بود، و در نتیجه او در اوت ۱۹۹۱ سفیر حسن نیت یونیسف شد. شخصیت او، سایمون تمپلار، در نزدیکی پایان «راکت انقلاب»، که در ۵ نوامبر ۱۹۶۴ پخش شد، برای یونیسف نقش آفرینی کرد.

## زندگی شخصی
دورن ون استاین
در سال ۱۹۴۶، در سن ۱۸ سالگی، مور با یکی از دانشجویان RADA، بازیگر و اسکیت باز روی یخ، دورن وان استین (زاده لوسی وودارد)، که شش سال از او بزرگتر بود، ازدواج کرد. در مورد مسائل مالی و عدم اعتماد او به توانایی بازیگری او تأثیر خود را بر این رابطه گذاشت، که در طی آن او ظاهراً مورد آزار خانگی قرار گرفت.
دوروتی اسکوایرز
در سال ۱۹۵۲، مور، خواننده ولزی، دوروتی اسکوایرز، که ۱۲ سال از او بزرگتر بود، ملاقات کرد و ون استین و مور سال بعد از هم طلاق گرفتند. اسکوایرز و مور در نیویورک ازدواج کردند. آنها پس از ازدواجشان در بکسلی، کنت زندگی کردند.
آنها در سال ۱۹۵۴ به ایالات متحده نقل مکان کردند تا شغل خود را توسعه دهند، اما تنش در ازدواج آنها به دلیل اختلاف سنی آنها و شیفتگی مور به ستاره ستاره دوروتی پرواین ایجاد شد، و آنها در سال ۱۹۶۱ به بریتانیا بازگشتند، جایی که در ساتون کلدفیلد اقامت داشتند. نزدیک بیرمنگام. اسکوایرز در طول ازدواج خود دچار یک سری سقط جنین شد و مور بعداً گفت که اگر می‌توانستند بچه دار شوند، ممکن بود نتیجه ازدواجشان متفاوت باشد.
در طول رابطه طوفانی خود اسکوایرز یک گیتار را روی سر او کوبید و مور پس از اطلاع از رابطه خود با بازیگر ایتالیایی لوئیزا ماتیولی که همسر سوم مور مور شد، گفت: "او آجری را از پنجره من پرت کرد. از شیشه دراز کرد و گرفت. پیراهن من و دستانش را برید… پلیس آمد و گفت: "خانم، شما خونریزی دارید" و او گفت: "این قلب من است که خونریزی می‌کند." و قصد داشت آنها را در زندگینامه خود بگنجاند، اما این زوج در سال ۱۹۷۷ بر علیه این نشریه حکم صادر کردند، که باعث شد اسکوایرز به دلیل از دست دادن درآمد از آنها شکایت کند پرونده‌های حقوقی متعددی که توسط اسکوایرز راه اندازی شد باعث شد که او در سال ۱۹۸۷ به عنوان یک دعوای مزاحم اعلام شود. مور پس از درمان سرطان اسکوایرز در سال ۱۹۹۶ قبض‌های بیمارستان را پرداخت کرد. او در سال ۱۹۹۸ درگذشت.
لوئیزا ماتیولی
در سال ۱۹۶۱، هنگام فیلمبرداری تجاوز به زنان سابین در ایتالیا، مور اسکوایرز را برای بازیگر ایتالیایی لوئیزا ماتیولی ترک کرد. اسکوایرز از پذیرش جدایی آنها امتناع کرد و از مور به دلیل از دست دادن حقوق زناشویی شکایت کرد، اما مور دستور دادگاه را برای بازگشت به اسکوایرز در ۲۸ روز رد کرد. Squires همچنین پنجره‌های خانه‌ای در فرانسه را شکستند که مور و ماتیولی در آن زندگی می‌کردند، و ناموفق از کنت مور به دلیل افترا شکایت کردند، زیرا کنت مور مور و ماتیولی را در یک رویداد خیریه به عنوان «آقای راجر مور و همسرش» معرفی کرده بود. مور و ماتیولی تا سال ۱۹۶۹ با هم زندگی کردند، زمانی که اسکوایرز سرانجام پس از هفت سال جدایی، طلاق او را صادر کرد. در مراسم ازدواج مور و ماتیولی در آوریل ۱۹۶۹ در تالار کاکستون در وست مینستر لندن، جمعیتی متشکل از ۶۰۰ نفر بیرون بودند و زنان نام او را فریاد می‌زدند.
مور با ماتیولی سه فرزند داشت: دبورا دختر بازیگر (زاده ۱۹۶۳) و دو پسر، جفری و کریستین. جفری همچنین بازیگر است و در کنار پدرش در فیلم‌های شرلوک هلمز در نیویورک (۱۹۷۶) و آتش، یخ و دینامیت (۱۹۹۰) ظاهر شد. در اواخر زندگی، او رستوران Hush را در میفر لندن با جیمی باربر تأسیس کرد و در سال ۲۰۲۳ تک آهنگی را با نام جافا مور به نام «تو و من» منتشر کرد که خوانندگانی از نایا ریورا بازیگر فقید Glee بود. و شامل تعداد زیادی از ستاره‌ها در موزیک ویدیو که همراه با آهنگ تقلید می‌کنند. جفری و همسرش لولو دو دختر دارند. کریستین، پسر کوچک‌تر مور، تهیه‌کننده فیلم است.
کریستینا «کیکی» تولستراپ
مور و ماتیولی در سال ۱۹۹۳ پس از اینکه مور نسبت به یک سوئدی الاصل اجتماعی دانمارکی به نام کریستینا «کیکی» تولستروپ احساس کرد از هم جدا شدند. مور بعداً تشخیص سرطان پروستات خود را در سال ۱۹۹۳ به عنوان «تغییر کننده زندگی» توصیف کرد که باعث شد او زندگی و ازدواج خود را دوباره ارزیابی کند. ماتیولی و تولستروپ مدت‌ها با هم دوست بودند، اما ماتیولی در کتابی که متعاقباً در مورد رابطه‌اش با مور نوشت، هیچ چیز برای همیشه باقی نمی‌ماند، او را مورد انتقاد قرار داد و توضیح داد که چگونه به او خیانت شده و توسط مور کنار گذاشته شده‌است.
مور در مورد طلاق خود از ماتیولی سکوت کرد و بعداً گفت که او نمی‌خواست با "درگیر شدن در جنگ لفظی" به فرزندانش آسیب برساند. فرزندان مور برای مدتی پس از طلاق از صحبت با او خودداری کردند، اما بعداً با پدرشان آشتی کردند. ماتیولی تا سال ۲۰۰۰ از دادن طلاق به مور امتناع کرد، زمانی که توافقنامه ۱۰ میلیون پوندی به توافق رسید. مور متعاقباً در سال ۲۰۰۲ با تولستروپ ازدواج کرد. مور گفت که او تولستروپ را دوست دارد زیرا او "سازمان یافته"، "آرام"، "دوست داشتنی" و "آرام" بود و گفت: "زندگی سختی دارم. من کاملا به کریستینا متکی هستم. وقتی برای کارم به سفر می‌رویم، او کسی است که بسته بندی می‌کند. کریستینا از همه اینها مراقبت می‌کند». مور همچنین گفت که ازدواج او با تولستروپ "یک رابطه آرام بود، هیچ بحثی وجود ندارد". تولستراپ یک دختر به نام کریستینا نادسن از رابطه قبلی داشت. نادسن ناپدری خود را به عنوان یک تأثیر مثبت توصیف کرد و گفت: "من در روابط دشواری بودم اما همه چیز تغییر کرد" وقتی مادرش با مور آشنا شد. کریستینا نادسن در ۲۵ ژوئیه ۲۰۱۶ در سن ۴۷ سالگی بر اثر سرطان درگذشت. مور در توییتر پست کرد، "ما دل شکسته‌ایم" و "ما همه با او بودیم، در پایان او را با عشق احاطه کردیم".

## بیماری و مرگ
مور در دوران کودکی خود یک سری بیماری از جمله آبله مرغان، سرخک، اوریون، ذات الریه مضاعف و یرقان داشت و آپاندیس، لوزه‌ها و آدنوئیدهای او را برداشتند.
مور یک بیمار طولانی مدت از سنگ کلیه بود و در نتیجه برای مدت کوتاهی در طول ساخت فیلم Live and Let Die در سال ۱۹۷۳ و دوباره در حین فیلمبرداری فیلم Moonraker در سال ۱۹۷۹ در بیمارستان بستری شد.
در سال ۱۹۹۳، مور مبتلا به سرطان پروستات تشخیص داده شد و تحت درمان موفقیت‌آمیزی برای این بیماری قرار گرفت.
در سال ۲۰۰۳، مور هنگام حضور در برادوی روی صحنه سقوط کرد، و برای درمان ضربان قلب آهسته مرگبار بالقوه ضربان قلب به او مجهز شد. او در سال ۲۰۱۳ به دیابت نوع ۲ مبتلا شد. چند سال قبل از آخرین بیماری سرطان او، یک لکه تومور در کبد پیدا شد. سپس، در سال ۲۰۱۷، در طول دوره درمان سرطان، سقوط کرد که به شدت استخوان ترقوه را زخمی کرد.
خانواده مور مرگ او را در ۲۳ مه ۲۰۱۷ در سوئیس بر اثر سرطان ریه و کبد اعلام کردند. او در خانه اش در کران مونتانا در حضور خانواده اش درگذشت. بازیگران سابق ۰۰۷ شان کانری، جورج لازنبی، تیموتی دالتون و پیرس برازنان، و دنیل کریگ ۰۰۷ فعلی به مور ادای احترام کردند. مور در موناکو سمه به خاک سپرده شده‌است

## بخشی از فیلم‌شناسی
- آخرین باری که پاریس را دیدم (۱۹۵۴)
- آهنگ منقطع (۱۹۵۵)
- آیوانهو (۱۹۵۹–۱۹۵۸)
- معجزه (۱۹۵۹)
- ماوریک (۱۹۵۹)
- ترغیب‌گران! (۱۹۷۱)
- زندگی کن و بگذار بمیرد (۱۹۷۳) در نقش جیمزباند
- مردی با طپانچه طلایی (۱۹۷۴) در نقش جیمزباند
- طلا (۱۹۷۴)
- آن بخت خوش (۱۹۷۵)
- حادثه سان فرانسیسکو (۱۹۷۶)
- شرلوک هلمز در نیویورک (۱۹۷۶)
- جاسوسی که دوستم داشت (۱۹۷۷) در نقش جیمزباند
- غازهای وحشی (۱۹۷۸)
- مون‌ریکر (۱۹۷۹) در نقش جیمزباند
- فرار به آتن (۱۹۷۹)
- حمله به سکوی جنیفر (۱۹۸۰)
- عاشقان یکشنبه (۱۹۸۰)
- فقط بخاطر چشمان تو (۱۹۸۱) در نقش جیمزباند
- اختاپوسی (۱۹۸۳) در نقش جیمزباند
- نفرین پلنگ صورتی (۱۹۸۳)
- نمایی از یک قتل (۱۹۸۵) در نقش جیمزباند
- آتش، یخ و دینامیت (۱۹۹۰)
- چشم گاو (۱۹۹۰)
- مردی که نمی‌میرد (۱۹۹۵)
- هدف نهایی (۱۹۹۶)
- شاهزاده‌ای برای کریسمس (۲۰۱۱)
- قدیس (فیلم ۲۰۱۷)

## نگارخانه

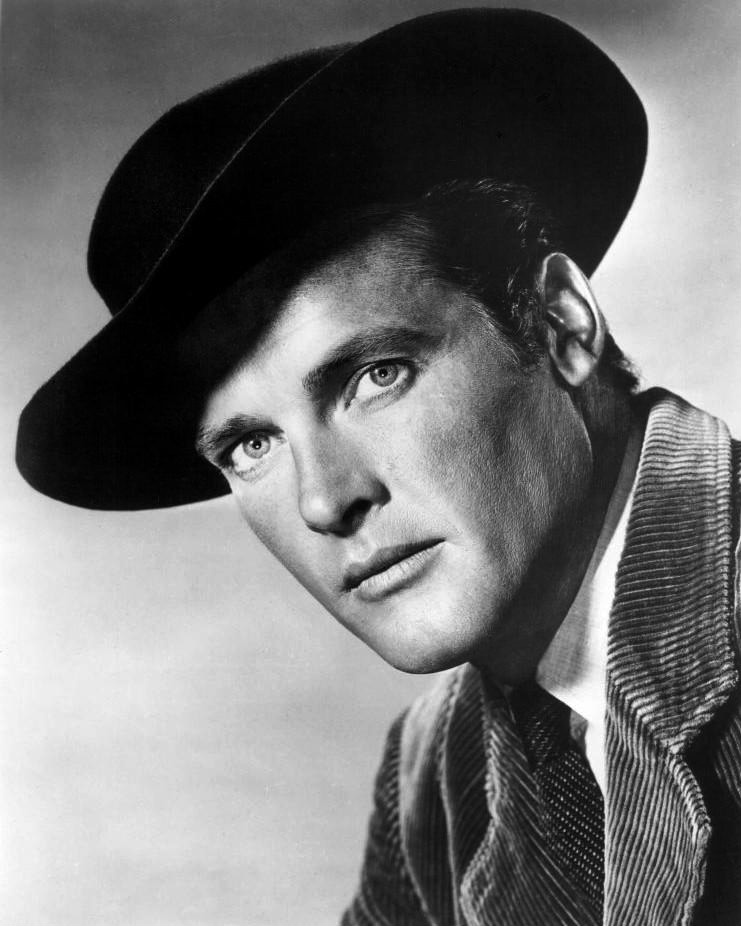
راجر مور در فیلم ماوریک (۱۹۶۰)